# Ammophila laeviceps
Ammophila laeviceps är en biart som beskrevs av Frederick Smith 1873.
Ammophila laeviceps ingår i släktet Ammophila och familjen grävsteklar. Inga underarter finns listade i Catalogue of Life.